# Eupareophora exarmata
Eupareophora exarmata är en stekelart som först beskrevs av Thomson 1871.  Eupareophora exarmata ingår i släktet Eupareophora, och familjen bladsteklar. Arten är reproducerande i Sverige.